# Gran Premio di superbike di Donington 1997
Il Gran Premio di superbike di Donington 1997 è stato la terza prova su dodici del campionato mondiale Superbike 1997, disputato il 4 maggio sul circuito di Donington Park, ha visto la vittoria di Aaron Slight in gara 1, mentre la gara 2 è stata vinta da Carl Fogarty.
La vittoria nella gara valevole per il campionato mondiale Supersport è stata invece ottenuta da Paolo Casoli.

## Risultati

### Gara 1

#### Arrivati al traguardo[4]
| Pos. | Nº | Pilota               | Squadra                  | Motocicletta | Giri | Tempo     | Griglia | Punti |
| ---- | -- | -------------------- | ------------------------ | ------------ | ---- | --------- | ------- | ----- |
| 1º   | 2  | Aaron Slight         | Castrol Honda            | Honda        | 25   | 39:52.127 | 2º      | 25    |
| 2º   | 4  | Carl Fogarty         | Ducati Racing ADVF       | Ducati       | 25   | +0:01.683 | 3º      | 20    |
| 3º   | 6  | Simon Crafar         | Kawasaki Racing          | Kawasaki     | 25   | +0:04.451 | 5º      | 16    |
| 4º   | 9  | Neil Hodgson         | Ducati Racing ADVF       | Ducati       | 25   | +0:04.654 | 1º      | 13    |
| 5º   | 45 | Colin Edwards        | Yamaha World Superbike   | Yamaha       | 25   | +0:09.348 | 7º      | 11    |
| 6º   | 22 | Scott Russell        | Yamaha World Superbike   | Yamaha       | 25   | +0:10.738 | 6º      | 10    |
| 7º   | 41 | Niall Mackenzie      | Cadbury''s Boost Yamaha  | Yamaha       | 25   | +0:19.991 | 11º     | 9     |
| 8º   | 12 | James Whitham        | Suzuki World Superbike   | Suzuki       | 25   | +0:29.310 | 12º     | 8     |
| 9º   | 33 | John Reynolds        | Revè Red Bull Ducati     | Ducati       | 25   | +0:29.699 | 13º     | 7     |
| 10º  | 3  | John Kocinski        | Castrol Honda            | Honda        | 25   | +0:30.100 | 9º      | 6     |
| 11º  | 15 | Piergiorgio Bontempi | Kawasaki Italy Bertocchi | Kawasaki     | 25   | +0:31.571 | 10º     | 5     |
| 12º  | 16 | Christer Lindholm    | Yamaha Motor Deutschland | Yamaha       | 25   | +0:51.420 | 14º     | 4     |
| 13º  | 35 | Gregorio Lavilla     | Pirelli De Cecco Racing  | Ducati       | 25   | +1:04.142 | 15º     | 3     |
| 14º  | 44 | Sean Emmett          | GSE Racing               | Ducati       | 25   | +1:07.982 | 17º     | 2     |
| 15º  | 11 | Mike Hale            | Suzuki World Superbike   | Suzuki       | 25   | +1:08.719 | 19º     | 1     |
| 16º  | 14 | James Haydon         | Gio.Ca.Moto              | Ducati       | 25   | +1:12.311 | 18º     |       |
| 17º  | 13 | Andreas Meklau       | HPB Promotion            | Ducati       | 25   | +1:12.495 | 22º     |       |
| 18º  | 17 | Pere Riba            | White Endurance          | Honda        | 25   | +1:32.639 | 20º     |       |
| 19º  | 43 | Christian Lavieille  | Honda France             | Honda        | 24   | +1 giro   | 21º     |       |
| 20º  | 31 | Igor Jerman          | MD Depala Vas            | Kawasaki     | 24   | +1 giro   | 23º     |       |
| 21º  | 54 | Anton Gruschka       | Bauer Racing Germany     | Yamaha       | 24   | +1 giro   | 24º     |       |
| 22º  | 56 | Jiří Mrkývka         | JM SBK Team              | Honda        | 24   | +1 giro   | 28º     |       |
| 23º  | 53 | Paolo Malvini        | Pirelli De Cecco Racing  | Ducati       | 24   | +1 giro   | 29º     |       |

#### Ritirati
| Nº | Pilota              | Squadra                      | Motocicletta | Giri | Griglia |
| -- | ------------------- | ---------------------------- | ------------ | ---- | ------- |
| 7  | Pierfrancesco Chili | Gattolone Racing             | Ducati       | 21   | 4º      |
| 52 | Giorgio Cantalupo   | M.C. Augusta Praetoria       | Ducati       | 7    | 26º     |
| 77 | Brett Sampson       | Revolution UK/GT Motorcycles | Kawasaki     | 2    | 25º     |

### Gara 2

#### Arrivati al traguardo[5]
| Pos. | Nº | Pilota              | Squadra                 | Motocicletta | Giri | Tempo     | Griglia | Punti |
| ---- | -- | ------------------- | ----------------------- | ------------ | ---- | --------- | ------- | ----- |
| 1º   | 4  | Carl Fogarty        | Ducati Racing ADVF      | Ducati       | 25   | 39:48.996 | 3º      | 25    |
| 2º   | 7  | Pierfrancesco Chili | Gattolone Racing        | Ducati       | 25   | +0:03.892 | 4º      | 20    |
| 3º   | 2  | Aaron Slight        | Castrol Honda           | Honda        | 25   | +0:04.137 | 2º      | 16    |
| 4º   | 6  | Simon Crafar        | Kawasaki Racing         | Kawasaki     | 25   | +0:06.380 | 5º      | 13    |
| 5º   | 3  | John Kocinski       | Castrol Honda           | Honda        | 25   | +0:08.215 | 9º      | 11    |
| 6º   | 45 | Colin Edwards       | Yamaha World Superbike  | Yamaha       | 25   | +0:10.163 | 7º      | 10    |
| 7º   | 22 | Scott Russell       | Yamaha World Superbike  | Yamaha       | 25   | +0:10.863 | 6º      | 9     |
| 8º   | 41 | Niall Mackenzie     | Cadbury''s Boost Yamaha | Yamaha       | 25   | +0:19.246 | 11º     | 8     |
| 9º   | 9  | Neil Hodgson        | Ducati Racing ADVF      | Ducati       | 25   | +0:25.011 | 1º      | 7     |
| 10º  | 12 | James Whitham       | Suzuki World Superbike  | Suzuki       | 25   | +0:32.484 | 12º     | 6     |
| 11º  | 33 | John Reynolds       | Revè Red Bull Ducati    | Ducati       | 25   | +0:32.671 | 13º     | 5     |
| 12º  | 44 | Sean Emmett         | GSE Racing              | Ducati       | 25   | +0:48.018 | 17º     | 4     |
| 13º  | 35 | Gregorio Lavilla    | Pirelli De Cecco Racing | Ducati       | 25   | +0:48.216 | 15º     | 3     |
| 14º  | 13 | Andreas Meklau      | HPB Promotion           | Ducati       | 25   | +1:23.853 | 22º     | 2     |
| 15º  | 17 | Pere Riba           | White Endurance         | Honda        | 25   | +1:42.176 | 20º     | 1     |
| 16º  | 43 | Christian Lavieille | Honda France            | Honda        | 24   | +1 giro   | 21º     |       |
| 17º  | 31 | Igor Jerman         | MD Depala Vas           | Kawasaki     | 24   | +1 giro   | 23º     |       |
| 18º  | 54 | Anton Gruschka      | Bauer Racing Germany    | Yamaha       | 24   | +1 giro   | 24º     |       |
| 19º  | 52 | Giorgio Cantalupo   | M.C. Augusta Praetoria  | Ducati       | 24   | +1 giro   | 26º     |       |
| 20º  | 53 | Paolo Malvini       | Pirelli De Cecco Racing | Ducati       | 23   | +2 giri   | 29º     |       |
| 21º  | 56 | Jiří Mrkývka        | JM SBK                  | Honda        | 23   | +2 giri   | 28º     |       |

#### Ritirati
| Nº | Pilota               | Squadra                      | Motocicletta | Giri | Griglia |
| -- | -------------------- | ---------------------------- | ------------ | ---- | ------- |
| 15 | Piergiorgio Bontempi | Kawasaki Italy Bertocchi     | Kawasaki     | 13   | 10º     |
| 11 | Mike Hale            | Suzuki World Superbike       | Suzuki       | 11   | 19º     |
| 77 | Brett Sampson        | Revolution UK/GT Motorcycles | Kawasaki     | 2    | 25º     |
| 16 | Christer Lindholm    | Yamaha Motor Deutschland     | Yamaha       | 1    | 14º     |

#### Squalificato
| Nº | Pilota       | Squadra     | Motocicletta | Giri | Tempo     | Griglia |
| -- | ------------ | ----------- | ------------ | ---- | --------- | ------- |
| 14 | James Haydon | Gio.Ca.Moto | Ducati       | 25   | +1:08.962 | 18º     |

### Supersport

#### Arrivati al traguardo
| Pos. | Nº | Pilota              | Motocicletta | Giri | Tempo      | Punti |
| ---- | -- | ------------------- | ------------ | ---- | ---------- | ----- |
| 1º   | 26 | Paolo Casoli        | Ducati       | 23   | 38'32,737" | 25    |
| 2º   | 7  | Thomas Körner       | Ducati       | 23   | +28,279"   | 20    |
| 3º   | 17 | Stéphane Mertens    | Suzuki       | 23   | +29,024"   | 16    |
| 4º   | 2  | Massimo Meregalli   | Yamaha       | 23   | +31,180"   | 13    |
| 5º   | 32 | Marc Garcia         | Honda        | 23   | +31,297"   | 11    |
| 6º   | 36 | Christophe Cogan    | Ducati       | 23   | +34,404"   | 10    |
| 7º   | 30 | Wilco Zeelenberg    | Yamaha       | 23   | +36,095"   | 9     |
| 8º   | 41 | Michaël Paquay      | Honda        | 23   | +37,405"   | 8     |
| 9º   | 46 | Jörg Teuchert       | Yamaha       | 23   | +38,148"   | 7     |
| 10º  | 22 | Bernard Garcia      | Honda        | 23   | +45,729"   | 6     |
| 11º  | 3  | Mauro Lucchiari     | Ducati       | 23   | +48,423"   | 5     |
| 12º  | 18 | David Rouge         | Honda        | 23   | +50,138"   | 4     |
| 13º  | 51 | Jean Pierre Jeandat | Ducati       | 23   | +57,742"   | 3     |
| 14º  | 60 | Eric Mahé           | Yamaha       | 23   | +1'00,534" | 2     |
| 15º  | 90 | Bernhard Schick     | Ducati       | 23   | +1'00,624" | 1     |
| 16º  | 57 | Steve Plater        | Honda        | 23   | +1'00,948" |       |
| 17º  | 35 | Giovanni Bussei     | Suzuki       | 23   | +1'01,253" |       |
| 18º  | 4  | Camillio Mariottini | Bimota       | 23   | +1'13,395" |       |
| 19º  | 40 | Rudi Markink        | Yamaha       | 23   | +1'14,236" |       |
| 20º  | 10 | Wim Theunissen      | Kawasaki     | 23   | +1'14,901" |       |
| 21º  | 14 | Fred Bayens         | Honda        | 23   | +1'15,938" |       |
| 22º  | 8  | Roberto Panichi     | Bimota       | 23   | +1'23,977" |       |
| 23º  | 31 | Marco Risitano      | Kawasaki     | 23   | +1'27,085" |       |
| 24º  | 28 | Jonnie Ekerold      | Suzuki       | 22   | +1 giro    |       |

#### Ritirati
| Nº | Pilota               | Motocicletta | Giri |
| -- | -------------------- | ------------ | ---- |
| 6  | Vittoriano Guareschi | Yamaha       | 19   |
| 11 | Peter Koller         | Kawasaki     | 17   |
| 37 | Valerio Destefanis   | Suzuki       | 15   |
| 88 | Scott Smart          | Ducati       | 15   |
| 27 | Rubén Xaus           | Honda        | 12   |
| 34 | Yves Briguet         | Suzuki       | 11   |
| 9  | Peter Jennings       | Honda        | 10   |
| 21 | Francisco Riquelme   | Ducati       | 8    |
| 5  | Serafino Foti        | Ducati       | 2    |
| 1  | Fabrizio Pirovano    | Ducati       | 0    |
| 39 | Thomas Hinterreiter  | Kawasaki     | 0    |
|    | Paul Brown           | Honda        | 0    |